# 田磊
田磊（1980年11月20日—），京劇演員，工生行，研究生文化，中國共產黨党員，一级演员，中國戲劇梅花獎獲得者，在福建京劇院工作。
跟安雲武學馬連良派，其他師承還有李少春長子李浩天等。
在上海市戏曲学校學習京劇專業，1999年畢業，到福建工作至今，2007年得中國戲曲學院研究生班碩士學位。
2009年5月18日得到第24屆中國戲劇梅花獎，是這1屆得獎演員裡最年青的1位。

## 主要演出作品
- 新編古裝京戲《北風緊》（他飾演謝宜生1角，以這部戲得梅花獎，尤繼舜、萬瑞興唱腔設計，金樂華編曲配器）
- 《趙氏孤兒》（飾演程嬰）
- 傳統戲《天霸拜山》（飾演黃天霸）
- 傳統戲《七雄聚義》（飾演朱仝）